# Szara Ławka
Szara Ławka (słow. Šedá lávka, niem. Vordere Soliskoscharte, węg. Elülső-Szoliszkó-csorba) – szeroka przełęcz o dwóch siodłach, położona na wysokości ok. 2290 m n.p.m. w Grani Soliska, w słowackiej części Tatr Wysokich. Jej siodło oddziela Furkotne Solisko od Szczyrbskiego Soliska. Na siodło Szarej Ławki nie prowadzą żadne znakowane szlaki turystyczne, dla taterników najłatwiej dostępna jest od strony Doliny Furkotnej i stanowi dla nich dogodny dostęp do okolicznych wierzchołków.
Pierwsze wejścia turystyczne:
- Günter Oskar Dyhrenfurth i Hermann Rumpelt, 3 czerwca 1906 r. – letnie, przy przejściu granią,
- Gyula Hefty i Lajos Rokfalusy, 25 marca 1913 r. – zimowe, przy przejściu granią[3].